# Grandlup-et-Fay
Grandlup-et-Fay ist eine französische Gemeinde mit 271 Einwohnern (Stand: 1. Januar 2022) im Département Aisne der Region Hauts-de-France (bis 2015: Picardie). Sie gehört zum Arrondissement Laon, zum Kanton Marle und zum Gemeindeverband Pays de la Serre.

## Geographie
Die Gemeinde Grandlup-et-Fay liegt südwestlich der Thiérache, 13 Kilometer nordnordöstlich von Laon. Umgeben wird Grandlup-et-Fay von den Nachbargemeinden Froidmont-Cohartille und Toulis-et-Attencourt im Norden, Vesles-et-Caumont im Nordosten, Pierrepont im Osten, Missy-lès-Pierrepont im Südosten, Gizy im Süden, Monceau-le-Waast und Barenton-Bugny im Südwesten, Verneuil-sur-Serre im Westen sowie Barenton-sur-Serre im Nordwesten. 

## Bevölkerungsentwicklung
| Jahr                       | 1962 | 1968 | 1975 | 1982 | 1990 | 1999 | 2009 | 2015 |
| Einwohner                  | 350  | 379  | 348  | 309  | 329  | 325  | 322  | 307  |
| Quellen: Cassini und INSEE |      |      |      |      |      |      |      |      |

## Sehenswürdigkeiten

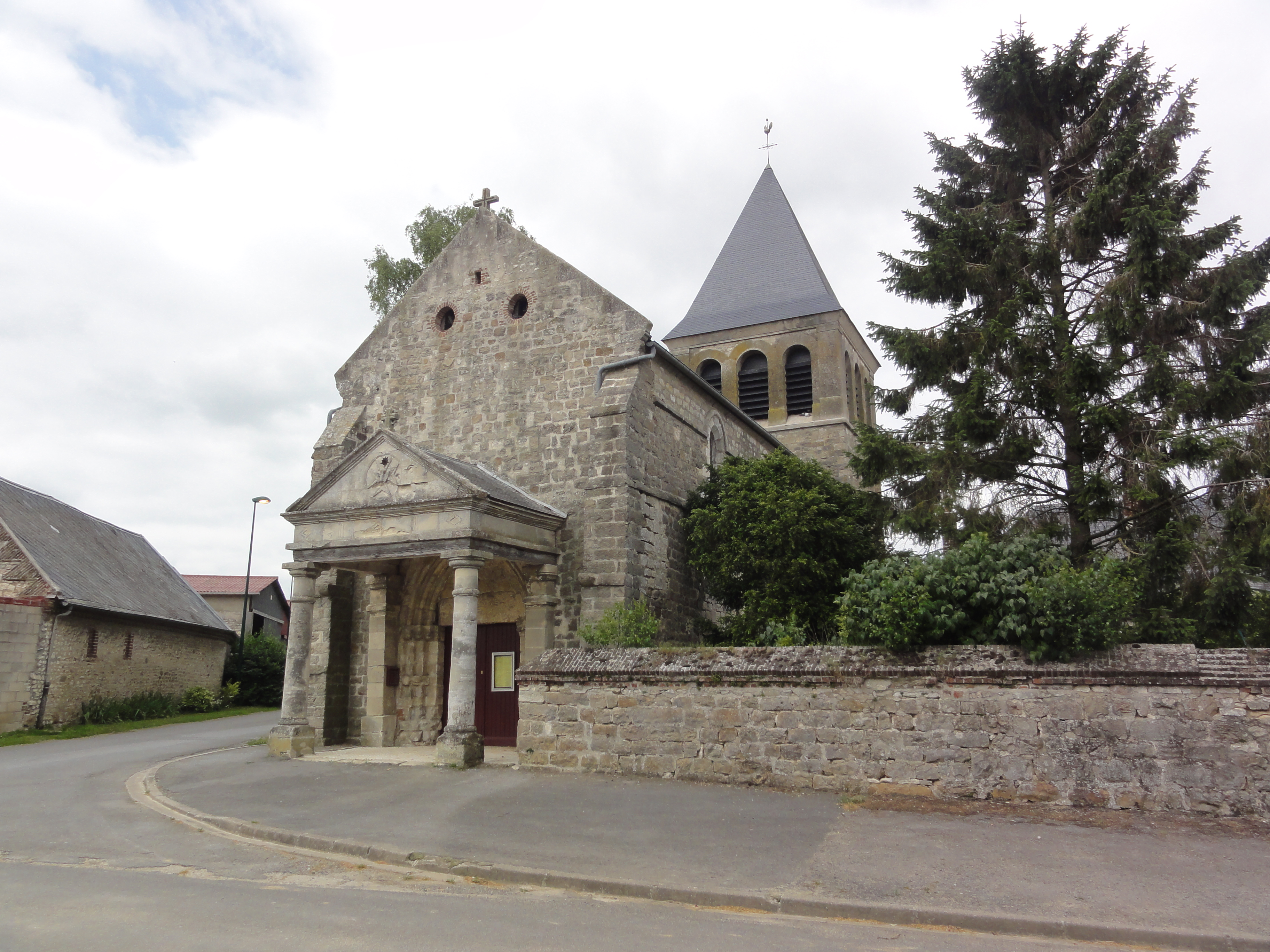
Kirche Saint-Rémi
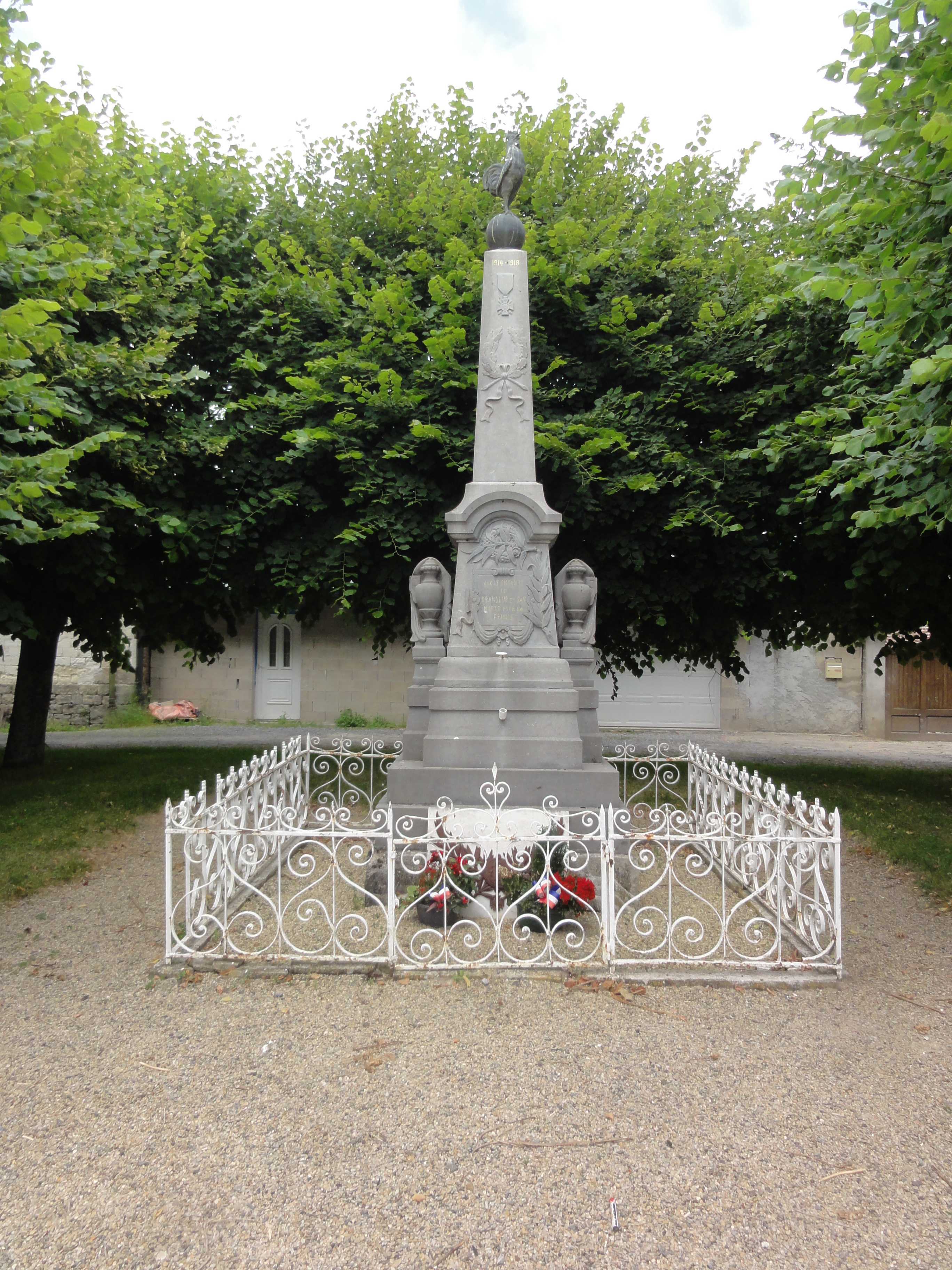
Wasserturm

- Kirche Saint-Rémi
- Gefallenendenkmal